# Communauté de communes du Pays de Lourdes
La communauté de communes du Pays de Lourdes est une ancienne structure intercommunale française, située dans le département des Hautes-Pyrénées et la région Midi-Pyrénées puis Occitanie. Elle est dissoute le 31 décembre 2016 et son territoire est intégré dans la communauté d'agglomération Tarbes-Lourdes-Pyrénées.

## Communes adhérentes
| Nom                 | Code Insee | Gentilé       | Superficie (km2) | Population (dernière pop. légale) | Densité (hab./km2) |
| ------------------- | ---------- | ------------- | ---------------- | --------------------------------- | ------------------ |
| Adé (siège)         | 65002      | Adéens        | 7,24             | 798 (2014)                        | 110                |
| Les Angles          | 65011      | Anglesois     | 3,10             | 121 (2014)                        | 39                 |
| Arcizac-ez-Angles   | 65020      | Arcizacais    | 1,93             | 255 (2014)                        | 132                |
| Artigues            | 65038      | Artiguais     | 1,46             | 20 (2014)                         | 14                 |
| Bartrès             | 65070      | Bartrésiens   | 7,31             | 479 (2014)                        | 66                 |
| Barlest             | 65065      | Barlésiens    | 4,02             | 298 (2014)                        | 74                 |
| Bourréac            | 65107      | Bourréacais   | 1,26             | 100 (2014)                        | 79                 |
| Escoubès-Pouts      | 65164      | Escoubésiens  | 2,77             | 102 (2014)                        | 37                 |
| Jarret              | 65233      | Jarretois     | 4,44             | 296 (2014)                        | 67                 |
| Julos               | 65236      | Julosais      | 5,86             | 351 (2014)                        | 60                 |
| Lézignan            | 65271      | Lézignanais   | 2,56             | 356 (2014)                        | 139                |
| Loubajac            | 65280      | Loubajacais   | 6,55             | 400 (2014)                        | 61                 |
| Lourdes             | 65286      | Lourdais      | 36,94            | 14 361 (2014)                     | 389                |
| Paréac              | 65355      | Paréaquais    | 2,42             | 61 (2014)                         | 25                 |
| Peyrouse            | 65360      | Peyrousiens   | 4,80             | 281 (2014)                        | 59                 |
| Poueyferré          | 65366      | Poueyferréens | 6,20             | 878 (2014)                        | 142                |
| Saint-Pé-de-Bigorre | 65395      | Saint-Péens   | 43,44            | 1 187 (2014)                      | 27                 |
| Sère-Lanso          | 65421      |               | 4,27             | 51 (2014)                         | 12                 |

## Démographie
| 2009   | 2012 |
| ------ | ---- |
| 19 914 | -    |

## Liste des Présidents successifs
| Période                                  | Période       | Identité               | Étiquette | Qualité                      |
| ---------------------------------------- | ------------- | ---------------------- | --------- | ---------------------------- |
| 2009                                     | mars 2014     | Jean-Pierre Artiganave | UMP       | Maire de Lourdes (2001-2014) |
| mars 2014                                | décembre 2016 | Josette Bourdeu        | PRG       | Maire de Lourdes (2014-2020) |
| Les données manquantes sont à compléter. |               |                        |           |                              |